# Slamchosis
Slamchosis är det femte studioalbumet av det norska death metal-bandet Kraanium. Albumet utgavs 2018 av det amerikanska skivbolaget Comatose Music.

## Låtförteckning
1. "Bound to Kill" – 5:04
2. "Blob of Inhuman Metamorphic Transfusion" – 4:54
3. "Gratification Through Annihilation" – 3:37
4. "Destined for Surgical Defilement" – 4:07
5. "Slamchosis" – 1:29
6. "Larva Infested Cum Sluts" – 4:05
7. "Midget Fucker" – 3:01
8. "Slam Her Guts Out" – 4:07
9. "Face Fucked with a Brick" – 4:10
10. "Putrescent Indulgence" – 4:35

Text och musik: Kraanium

## Medverkande
Musiker (Kraanium-medlemmar)
- Jason Varlamos – gitarr
- Mats Funderud – gitarr
- Mika da Costa – basgitarr
- Jack Christensen – sång
- Erhan Karaca – trummor

Produktion
- Slamchosis – producent, ljudtekniker
- Benjamin Wingmark – ljudmix, mastering
- Marco Hasmann– omslagskonst
- Christian Wulf Designs – logo